# SMS Babenberg
 (avril 2020).
Si vous disposez d'ouvrages ou d'articles de référence ou si vous connaissez des sites web de qualité traitant du thème abordé ici, merci de compléter l'article en donnant les références utiles à sa vérifiabilité et en les liant à la section « Notes et références ».
Le SMS Babenberg était un cuirassé pré-dreadnought de classe Habsburg construit par l'Autriche-Hongrie et nommé d'après la Maison de Babenberg. 
Sa quille fut posée en 1901, le bâtiment fut lancé en 1902 puis admis au service actif en 1904. Il fut ferraillé en 1922.